# Kurt von Hammerstein-Equord

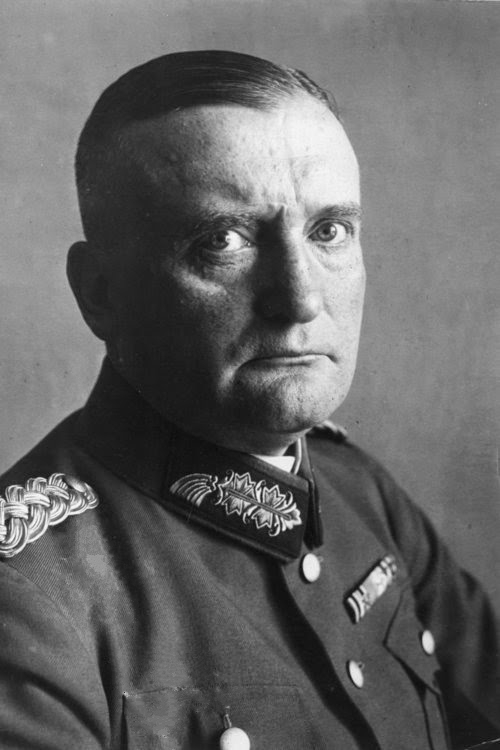
Kurt von Hammerstein-Equord 1930

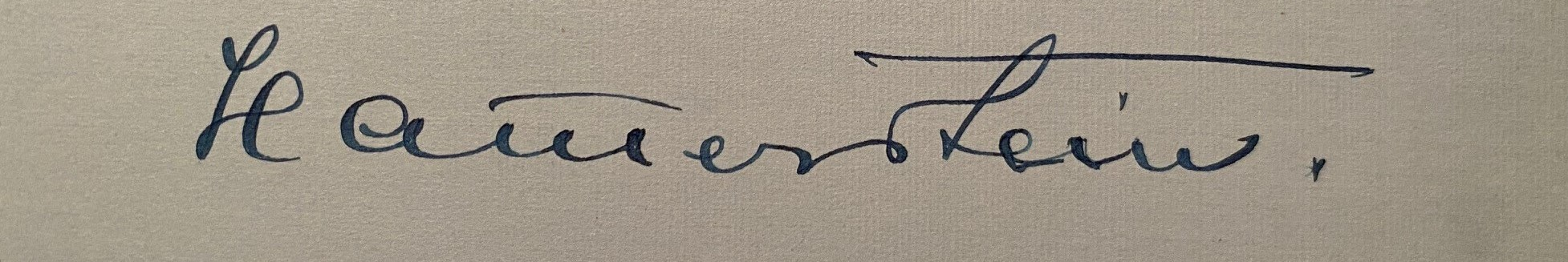
Unterschrift Kurt von Hammerstein-Equord

Kurt (Curt) Gebhard Adolf Philipp Freiherr von Hammerstein-Equord (* 26. September 1878 in Hinrichshagen, Mecklenburg-Strelitz; † 24. April 1943 in Berlin) war ein deutscher Heeresoffizier (seit 1934 Generaloberst). Er war von 1930 bis 1933 Chef der Heeresleitung und gehörte zum militärischen Widerstand gegen Adolf Hitler.

## Herkunft und militärische Laufbahn

### Kaiserreich und Erster Weltkrieg
Hammerstein-Equord entstammte der Adelsfamilie derer von Hammerstein, die bereits einige bekannte Offiziere hervorgebracht hatte. Seine Eltern waren der Großherzoglich Mecklenburg-Strelitzische Oberförster Heino von Hammerstein und dessen Ehefrau Ida, geborene von Gustedt. Nach seiner schulischen Ausbildung trat Hammerstein-Equord 1888 mit zehn Jahren in das Kadettenkorps Plön ein und kam über die Hauptkadettenanstalt Lichterfelde (Eintritt 1893) zum preußischen 3. Garde-Regiment zu Fuß, wo er am 15. März 1898 zum Secondelieutenant befördert wurde.
In dieser Einheit diente zu dieser Zeit auch der spätere Reichskanzler Kurt von Schleicher (1882–1934). Die beiden Männer standen sich bald sehr freundschaftlich gegenüber. Von 1905 bis 1907 war Hammerstein in Kassel eingesetzt. Von 1907 bis 1910 besuchte er die Preußische Kriegsakademie und wurde 1911 in der Aufmarschabteilung des Großen Generalstabes eingesetzt. 1909 wurde er zum Oberleutnant befördert. 1913 diente er als Hauptmann im Generalstab.
Während des Ersten Weltkriegs diente er zuerst als Adjutant des Generalquartiermeisters und danach als Generalstabsoffizier in verschiedenen Truppenteilen (1915 Erster Generalstabsoffizier des VIII. Reserve-Korps, 1916 im Großen Generalstab, 1918 Ia im Generalstab der Generalkommandos). Dabei verfasste er 1914 die ersten Heeresberichte aus dem Großen Hauptquartier. Zwischenzeitlich führte er 1914 eine Kompanie in Flandern und wurde in dieser Funktion mit dem Eisernen Kreuz ausgezeichnet. 1917 wurde er zum Major befördert.

### Weimarer Republik
In der Weimarer Republik wurde Hammerstein in die Reichswehr übernommen. 1919 diente er unter seinem Schwiegervater General Walther von Lüttwitz im Generalstab des Korps Lüttwitz. 1920 wurde er zum Oberstleutnant befördert. Im selben Jahr weigerte er sich, an dem von Lüttwitz unterstützten Kapp-Putsch teilzunehmen, und wechselte als Chef zum Stab des Gruppenkommandos II in Kassel. 1922 übernahm er eine Stelle als Bataillonskommandeur im Raum München. 1924 erfolgte seine Versetzung zum Stab des Wehrkreises III (Berlin). Nach einer kurzen Verwendung im Gruppenkommando I (1929) wurde er am 1. Oktober 1929 als Generalmajor zum Chef des Truppenamtes ernannt, der Nachfolgeorganisation des von den Alliierten im Versailler Vertrag verbotenen Großen Generalstabs. Dort löste er General Werner von Blomberg ab. Dieser war mit der Reichsregierung in Konflikt geraten, weil er die deutschen Chancen eines Zweifrontenkrieges mit Frankreich und Polen als günstig beurteilt hatte. Dagegen schätzten Reichswehrminister Wilhelm Groener und Reichskanzler Heinrich Brüning die Abneigung Hammersteins gegenüber politischem Extremismus und militärischen Risiken. Hammerstein erarbeitete im Truppenamt zunächst taktische Konzepte für die Reichswehr, die bei einem Angriff eine hinhaltende Verteidigung vorsahen, bis der Völkerbund eingreifen würde. 1930 entstand dagegen unter seiner Leitung der erste Mobilmachungsplan seit 1923, der eine Verdreifachung der sieben Infanteriedivisionen auf 21 vorsah. Als 1930 der Chef der Heeresleitung, Generaloberst Wilhelm Heye, auf Betreiben Schleichers aus dem Amt schied, setzte Schleicher (inzwischen Reichswehrminister) mit Unterstützung durch Brüning Hammerstein als Nachfolger durch. Am 1. November 1930 trat er den Posten unter gleichzeitiger Beförderung zum General der Infanterie an. Er erstellte dort ein Aufrüstungsprogramm der Reichswehr, das die Aufstellung von mindestens 42 Divisionen vorsah.

### „Drittes Reich“

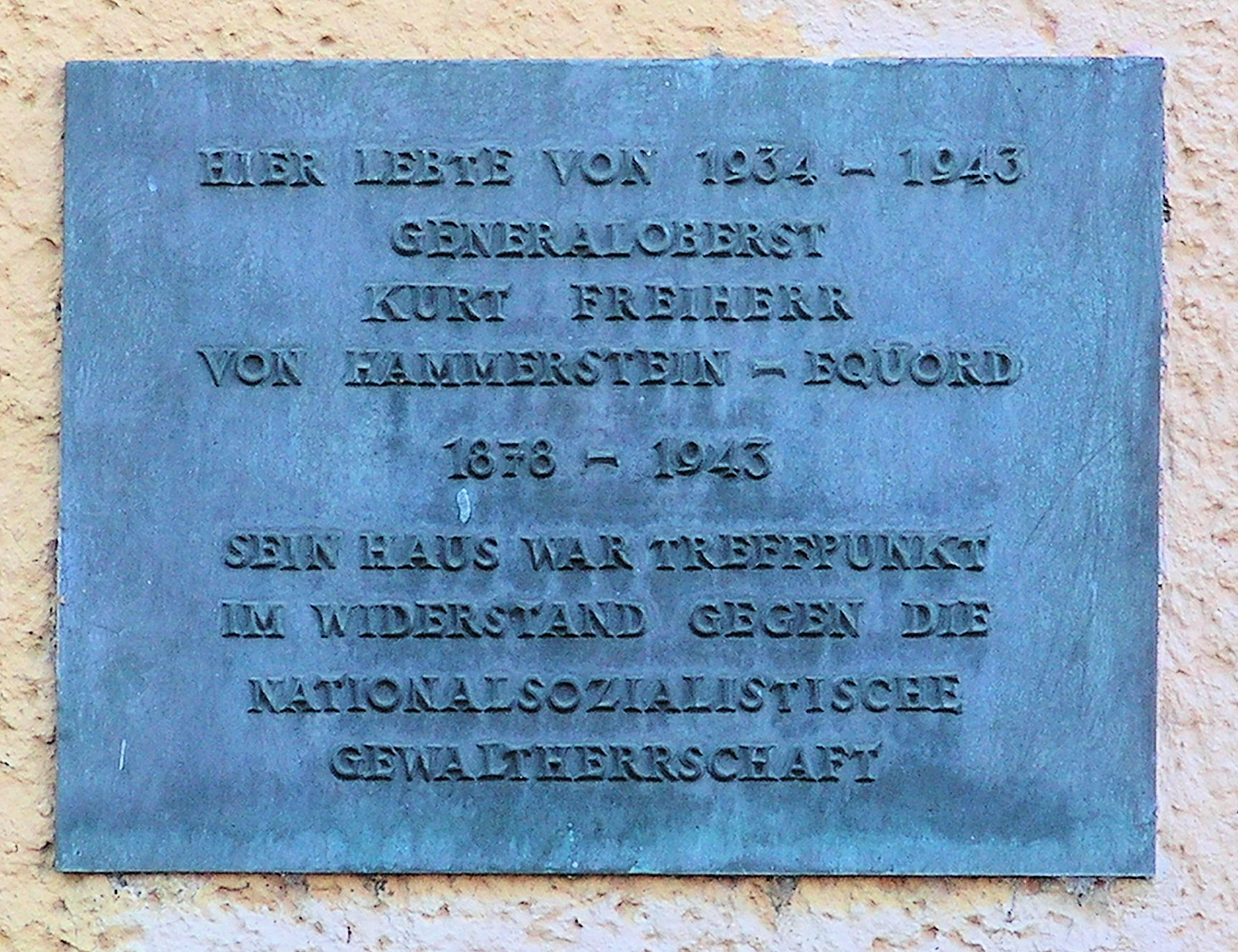
Gedenktafel am Haus Breisacher Straße 19, in Berlin-Dahlem

Hammerstein sorgte dafür, dass die durch Hans von Seeckt 1921 und 1923 erlassene Heeresdienstvorschrift H.DV. 487 „Führung und Gefecht der verbundenen Waffen“ (FuG) durch die Heeresdienstvorschrift H.Dv. 300/1 „Truppenführung“ (T.F. 1933, auch: „Beck-Vorschrift“) abgelöst wurde, die seit 1931 federführend von General Ludwig Beck unter Mitarbeit von Oberst Carl-Heinrich von Stülpnagel erarbeitet worden war, indem er die T.F. 1933 am 17. Oktober 1933 mit einem „Eingangs-Erlaß“ versehen in Kraft setzte.
Nach dieser Vorschrift wurde Widerstand im Fall der Unterlegenheit nur so lange verlangt, wie er als sinnvoll anzusehen war. Anders als bisher wurden hierzu nun in bestimmten Fällen das „hinhaltende Gefecht“ und der „Rückzug“ als prinzipiell mögliche Lösungen zugelassen. Neben das Halten trat somit das Ausweichen – konzeptionell der endgültige Durchbruch vom Stellungskrieg zum Bewegungskrieg. Ebenfalls im Oktober 1933 reichte Hammerstein bei Reichspräsident Paul von Hindenburg sein Abschiedsgesuch ein. Dieser teilte ihm am 23. Dezember 1933 mit, dass sein Abschied zum 31. Januar 1934, verbunden mit der abschließenden Ernennung zum Generaloberst und der „Berechtigung zum Tragen der Uniform des Generalstabs mit Generalsabzeichen“, bewilligt sei.
Im Rahmen der allgemeinen Mobilmachung zu Beginn des Zweiten Weltkrieges wurde Hammerstein reaktiviert. Zunächst war er etwa zwei Wochen in Breslau nahe der damaligen polnischen Grenze als Stellvertretender Befehlshaber des Wehrkreises VIII (Schlesien) stationiert. Anschließend war er ab dem 9. September 1939 zwei Wochen nahe der deutschen Westgrenze in Köln als Oberbefehlshaber der Armeeabteilung A eingesetzt. Zum Schluss wurde er für einige Tage erneut nach Breslau versetzt. Dort wurde er am 24. September 1939 ohne Kampfeinsatz auf persönliche Weisung Hitlers „wegen seiner negativen Einstellung gegenüber dem Nationalsozialismus“ endgültig in den Ruhestand versetzt.

## Politisches Denken und Handeln
Die Berichte von Beteiligten und Zeitzeugen und andere Dokumente aus jener Zeit sind widersprüchlich. Dies ist einerseits der verworrenen damaligen Lage geschuldet, andererseits spiegelt dies die unterschiedliche Interessenlage der Autoren, aber auch das wechselhafte Abwägen und Handeln der Beteiligten wider. Außerdem sind die widersprüchlichen Berichte aus jener Zeit unvermeidlich auch durch die unterschiedlichen Interessen und Voreinstellungen der Berichtenden geprägt.

### Weimarer Republik
Schon anlässlich des nationalsozialistischen Putschversuches 1923 hatte Hammerstein, damals Bataillonskommandeur an der Münchner Infanterieschule, vor seinen Soldaten bemerkt: „In München ist ein Gefreiter Hitler verrückt geworden“, und einem seiner Leutnants auf die Bitte um Verhaltensmaßregeln telegrafiert: „Preußischen Vorgesetzten gehorchen!“ Es wäre allerdings falsch, daraus den Schluss zu ziehen, Hammerstein sei in seinen Vorstellungen vom Staat republikanisch gewesen. Zwar hatte er Vorbehalte gegenüber den Nationalsozialisten; wie die Mehrheit der Reichswehr befürwortete er aber eine konservative, gemäßigte Politik und machte dies auch wiederholt öffentlich.
So kam Hammerstein am 12. September 1931 auf Bitten Hitlers, des Vorsitzenden der damals erstarkenden NSDAP, zu einer Rede Hitlers und anschließender Diskussion ins Haus des Schriftführers der Vereinigung ehemaliger Offiziere des 3. Garderegiments zu Fuß, Major a. D. von Eberhardt. Hammerstein sagte abschließend: „Wir wollen’s langsamer. Sonst sind wir eigentlich einer Meinung.“
Am 27. Februar 1932 schilderte Hammerstein während einer Kommandeur-Besprechung die allgemeine politische Einstellung innerhalb der Reichswehr, machte aber auch klar, wer nach seiner Auffassung für die chaotische politische Situation im damaligen Deutschland verantwortlich war:

„Hugenberg hat Sache zum zweiten Mal sabotiert. Daraus der jetzige innerpolitische Trümmerhaufen. Verbrechen und Dummheit, in dieser außenpolitischen Lage Reichspräsidentenfrage so zu behandeln! Zu verurteilen Führer! Wir alle stehen der Gesinnung nach rechts, aber wir müssen uns klarmachen, durch wessen Schuld Trümmerhaufen entstanden. Das sind die Führer der Rechtsparteien.“

Hammerstein scheute sich auch nicht, Hitler 1932 ins Gesicht zu sagen, dass er unter bestimmten Umständen direkte Gewalt gegen ihn einsetzen würde: „Herr Hitler, wenn Sie legal zur Macht kommen, soll es mir recht sein. Im andern Fall würde ich schießen.“
Hiermit übereinstimmend gab der damalige österreichische General Edmund Glaise-Horstenau an, 1937 habe ihm Hitler erzählt, Hammerstein habe ihm in seiner Zeit als Chef der Heeresleitung erklärt, „es täte ihm leid, wenn er auf die Nationalsozialisten schießen müßte; aber im äußersten Notfall würde er es tun“.
Hitler wird in einem seiner Monologe am 21. Mai 1942 so zitiert: Einige Generäle wie Schleicher hätten sich in jeder Hinsicht querzulegen versucht. „Der engste Mitarbeiter Schleichers und Oberbefehlshaber des Heeres, General von Hammerstein, habe sich nicht einmal entblödet, bei ihm anzurufen und ihm mitzuteilen, daß die Reichswehr seine Kanzlerschaft unter keinen Umständen billigen könne.“
Als die NSDAP in der Reichstagswahl im Juli 1932 die absolute Mehrheit verfehlte, Hitler aber eine Koalitionsregierung mit gemäßigt rechten Kräften ablehnte, sondern stattdessen erfolglos von Hindenburg für die NSDAP die „Führung einer Regierung und die Staatsführung in vollem Umfange“ verlangte, also ohne von Papen und Schleicher, stärkte das die Position der in der Reichswehr gegenüber den Nationalsozialisten kritisch eingestellten Offiziere, zu denen wie die meisten älteren auch Hammerstein gehörte. Hammerstein soll daher im August 1932 geäußert haben,

„daß er erst jetzt wieder ruhig schlafen könne, da er jetzt wisse, daß er der Truppe eventuell wieder befehlen könne, auf die Nazis zu schießen. Bei der Armee herrsche jetzt […] eine außerordentliche Wut gegen die Nazis. Insofern habe die jetzige Regierungspolitik noch ihr Gutes gehabt.“

Diese Berichte machen klar, dass Hammerstein es sich bereits vor 1933 vorbehielt, ohne Auftrag durch den Reichspräsidenten und den Reichstag zur Gewalt zu greifen, um einem Verfassungsbruch durch andere (hier: Hitler) zu begegnen. Hammerstein stand damit im Einklang mit der bisherigen demokratisch nicht legitimierten Tradition und besonderen Rechtslage der Weimarer Reichswehr als einem Staat im Staate.
Auf Grund der großen Gewinne der Nationalsozialisten in den Wahlen auf Reichs- und Landesebene ab Mitte 1932 setzte sich allerdings allmählich die Überzeugung durch, dass es zu schweren Unruhen bis hin zum Bürgerkrieg kommen könne, wenn diese politische Richtung von der Reichsregierung ausgeschlossen würde:
Die Reichstagswahl von November 1932 machte zwar die NSDAP zum zweiten Mal in Folge zur stärksten Fraktion, aber nun hatten die rechten Parteien nicht mehr die Mehrheit, sondern die extrem rechten und linken, für die eine Koalition nicht in Frage kam. In ganz Deutschland nahmen die Auseinandersetzungen zwischen Rechts und Links auf der Straße und in den Parlamenten an Heftigkeit zu. Während sich SPD und KPD als Vertreter der Linken auch gegenseitig bekämpften, stellten die Nationalsozialisten eine vergleichsweise geschlossene Macht dar. So gewann die Vorstellung, einen Bürgerkrieg dadurch abzuwenden, dass die Nationalsozialisten unter der Aufsicht anderer Parteien in eine Koalitionsregierung eingebunden und so „gezähmt“ werden könnten, beim Reichspräsidenten, den gemäßigt rechten Parteien und in der Reichswehr immer mehr an Zustimmung.
Sofern daher Hammerstein, Schleicher und andere in der nächsten Zeit einräumten, dass eine Kanzlerschaft Hitlers vielleicht nicht zu vermeiden sei, so erklärten sie, dies sei „das geringere Übel“, und sie versuchten, die Gefahren dieser Lösung als beherrschbar darzustellen. Als beispielsweise der Chef des Heerespersonalamtes von dem Bussche in einem Gespräch mit seinem Vorgesetzten Schleicher seine Sorgen wegen einer möglichen Regierung Hitler äußerte, soll Schleicher zunächst dem Sinne nach entgegnet haben:
„Da können Sie ganz ruhig sein; das duldet die Wehrmacht nicht“, dann aber Hammerstein hinzugebeten haben. Dieser habe bekräftigt:

„Sie können völlig sicher sein. Die Reichswehr und ich selber werden uns nie von einem Narren befehlen lassen. Wenn er kommt und darauf besteht, uns Befehle zu geben, werden wir ihn festnehmen lassen.“

Allerdings kamen in der nächsten Zeit Regierungen, in denen die Nationalsozialisten als Juniorpartner durch gemäßigte Parteien hätten kontrolliert werden können, schon deswegen nicht zustande, weil stets zumindest einer der Beteiligten sich verweigerte:
So hatte Hitler bis November 1932 zwei Mal gegenüber Hindenburg den Eintritt in eine nicht von ihm geführte Koalitionsregierung abgelehnt. Am 1. Dezember 1932 unterbreitete Schleicher über den Leiter der Wehrmachtsabteilung im Reichswehrministerium, Eugen Ott, Hitler ein weiteres solches Angebot, in diesem Fall, als Vizekanzler in ein etwaiges Kabinett Schleicher einzutreten. Hitler lehnte ab. Franz von Papen, Gegenspieler Schleichers und sein Amtsvorgänger als Reichskanzler, versuchte Ende 1932, Hindenburg dazu zu bewegen, eine von ihm geführte Regierung Papen-Hitler zu ernennen. Dieses Mal lehnte Hindenburg ab.
Unbestritten kam es in der Zeit zwischen dem 26. und 27. Januar 1933 auch zwischen Hammerstein und Hindenburg zum Gespräch über eine Kanzlerschaft Hitlers. Von verschiedenen Autoren werden hierfür aber unterschiedliche Zeitpunkte, Teilnehmer und Inhalte geltend gemacht. Zur Erklärung für die Unstimmigkeiten nimmt eine Autorin nach detaillierter Darstellung der gesicherten Fakten und umstrittenen Berichte an, dass es in Wahrheit in dieser Zeit zwei Vorsprachen Hammersteins in unterschiedlicher Begleitung bei Hindenburg gegeben habe.
Hammerstein machte zwar in seinen Notizen geltend, er habe Hindenburg gebeten, Hitler nicht zum Kanzler zu ernennen, und der Reichspräsident habe ihn mit der Bestätigung entlassen, er „dächte gar nicht daran, den österreichischen Gefreiten zum Wehrminister oder Reichskanzler zu machen“.
Der Abgleich der bekannten Fakten und Berichte lässt die Autorin aber zu einem anderen Schluss kommen: Hammerstein könnte bei einem (möglicherweise ersten) Gespräch mit Hindenburg am 26. Januar 1933 der Meinung gewesen sein, Hitler solle wegen der ansonsten bestehenden Gefahr eines Bürgerkriegs Kanzler werden, so wie er dies zwei Tage später, am 28. Januar 1933, nach den Tagebuchaufzeichnungen seines Vertrauten Ferdinand von Bredow diesem kundtat. Das möglicherweise zweite Treffen Hammersteins mit Hindenburg wäre dann in Begleitung durch von dem Bussche am 27. Januar 1933 erfolgt. Letzterer soll dabei gegen Hammerstein (erneut) für eine Kanzlerschaft Hitlers plädiert haben.
Andere glaubten, die instabile politische Lage sei nur durch eine Präsidialdiktatur zu beruhigen – erlangt auf politischem Wege oder durch einen Staatsstreich, insbesondere einen Militärputsch. So wurde Anfang 1933 vermutet: „Walter von Reichenau erwägt Putschpläne, weil er fürchtet, Hindenburg würde Hitler nicht berufen.“
Es gibt widersprüchliche und mehrdeutige zeitgenössische Angaben dazu, zu welchem Zeitpunkt Hammerstein den Eintritt Hitlers in eine Reichsregierung ablehnte oder – sofern auf legalem Weg – befürwortete. Einige Autoren stellen dar, dass seine Auffassung zu einer Kanzlerschaft Hitlers stets ablehnend, andere, dass sie stets befürwortend gewesen sei. Aus widersprüchlichen Angaben schließen einige, dass nur eine der Darstellungen „richtig“ sein könne.
Dagegen kommen besonders Autoren, die widersprüchliche Quellen zitieren und dann quellenkritisch argumentieren, zu dem Schluss, dass Hammerstein ähnlich wie etwa Schleicher in dieser Frage hin- und hergerissen war und so zu verschiedenen Zeiten auch bei Hammerstein gegensätzliche Auffassungen, Äußerungen und Handlungen wenn nicht zu belegen, so doch als wahrscheinlich anzunehmen sind. Sie halten es auch für plausibel, dass im Laufe einer Besprechung einige Teilnehmer unter dem Eindruck der Argumente und Machtverhältnisse ihre Meinung änderten.
Hinsichtlich der Einstellung Hammersteins zu einem Kanzler Hitler ist das eine Extrem, Schleicher (also nicht nur Hammerstein und andere) habe am Vormittag des 29. Januar 1933 im Büro Hammersteins im Bendlerblock in Zusammenarbeit mit Hammerstein beabsichtigt, Adolf Hitler, Paul von Hindenburg, dessen Sohn sowie Paul von Hindenburgs Vertrauten und Leiter des Büros des Reichspräsidenten Otto Meissner mit der Begründung des Verfassungsbruchs festzunehmen.
Andere berichten, in der Besprechung vom 29. Januar 1933 mit Hammerstein, Reichswehrminister Schleicher, dem Chef des Ministeramts der Reichswehr Ferdinand von Bredow, Eugen Ott, dem Staatssekretär im Reichswehrministerium Erwin Planck und von dem Bussche sei es Hammerstein gewesen, der zunächst gefordert habe, Hindenburg für unzurechnungsfähig zu erklären und auf Grund dieser Präsidialkrise den Ausnahmezustand auszurufen, Hitler zu verhaften und die Potsdamer Garnison in Alarm zu versetzen. Schleicher dagegen habe eingewandt, dass durch ein solches Vorgehen reichsweite Unruhen bis hin zum Bürgerkrieg ausgelöst werden könnten, und den Plan abgelehnt. Da sei Hitler als neuer Kanzler im Vergleich zu einem Bürgerkrieg das kleinere Übel. Hammerstein habe sich dieser Ansicht schließlich angeschlossen und seinen Vorschlag zurückgezogen. Sicher ist, dass Schleicher nach dieser Unterredung den Reichspräsidenten Hindenburg aufsuchte, den Rücktritt seiner Regierung erklärte und die Ernennung Hitlers zum Kanzler empfahl.
Nach den Notizen von Henry Picker machte Hitler zu dieser Besprechung am Vortag seines Regierungsantritts in einem seiner Monologe am 21. Mai 1942 sehr konkrete Angaben: „Am späten Nachmittag des 29. Januar 1933 sei man durch die Nachricht von einem geradezu tollen Vorhaben der Schleicherclique überrascht worden: General von Hammerstein hatte die Potsdamer Garnison alarmiert und mit Schießbefehl versehen. Außerdem beabsichtigte man, Reichspräsident Hindenburg nach Ostpreußen abzuschieben und dadurch sein Einschreiten gegen die Vereitlung der Machtübernahme der NSDAP durch Mobilmachung der Reichswehr zu verhindern.“ Und damit übereinstimmend gab Hermann Göring vor dem Nürnberger Gerichtshof an: „Es drohte damals, was wenig bekannt war, ein Putsch seitens Schleicher–Hammerstein mit der Potsdamer Garnison.“
Allerdings können Aussagen weder von Hitler noch von Göring als stets zuverlässige historische Quelle gelten. So wenden andere gegen die Annahme von Putsch-Vorbereitungen Ende Januar 1933 ein, es gebe weder im Bundesarchiv-Militärarchiv Freiburg noch beim Militärgeschichtlichen Forschungsamt Potsdam irgendwelche Erkenntnisse über eine Alarmierung des in Potsdam stationierten Infanterieregiments oder der dortigen Kavallerieschwadron. Irgendwelche Befehle oder Erinnerungen hätten erhalten sein müssen, wenn entsprechende Befehle ergangen wären.
Andere Autoren heben die damalige Schlüsselfunktion Hammersteins hervor und räumen ein, ein Putsch durch Hammerstein hätte eine Kanzlerschaft Hitlers zwar tatsächlich verhindern können. Sie stimmen der damaligen Auffassung aber zu, dass dadurch ein Bürgerkrieg ausgelöst worden wäre: „Der einzige Mann mit einer politischen Alternative am 30. Januar war von Hammerstein. Es war die Alternative Hitler oder Bürgerkrieg.“
Sicher ist, dass diese Sorge vor einem Bürgerkrieg bei Hammerstein und anderen in den Wochen vor dem 30. Januar 1933 allmählich die Oberhand über die Sorge vor einer Kanzlerschaft Hitlers gewann. So resümierte Hammerstein in seinen 1935 verfassten Notizen:

„Wir waren uns einig, daß nur Hitler als zukünftiger Reichskanzler möglich sei. Jede andere Wahl müsse zum Generalstreik, wenn nicht zum Bürgerkrieg führen und damit zu einem äußerst unerwünschten Einsatz der Armee im Inneren gegen zwei Seiten, gegen die Nationalsozialisten und die Linke.“

Und auch der spätere Reichsfinanzminister Schwerin von Krosigk sah in seinem Tagebuch voraus, dass ein „Kabinett Papen ohne Nazis […] in kürzester Frist zum Generalstreik führen werde“.
Als Konsequenz aus der Besprechung vom Vormittag bat Hammerstein im Einvernehmen mit Schleicher Hitler um ein Gespräch. Dieses fand wenige Stunden später am frühen Nachmittag des 29. Januar 1933 im Hause des beiden Seiten bekannten Klavierfabrikanten Edwin Bechstein statt. Hitler sicherte Hammerstein wahrheitswidrig zu, an Schleicher als Wehrminister festhalten zu wollen, Hammerstein notierte: „Ich habe ihm meine Sorgen erklärt und gefragt, ob er glaube, dass mit ihm über die Regierungsübernahme ernsthaft oder nur zum Schein verhandelt würde. Wenn letzteres der Fall sei, so wollte ich, um schweres Unglück für das Vaterland zu verhindern, versuchen, die Dinge zu beeinflussen.“
Hammerstein hatte offenkundig am Vorabend von Hitlers Regierungsantritt die politische Lage nicht mehr für sonderlich brisant gehalten, insbesondere keinen Militärputsch mehr geplant: Gleich nach dem Gespräch mit Hitler besuchte er ein Reitturnier und dann zwischen 9 und 10 Uhr abends Schleicher.
Wenige Stunden vor Ernennung Hitlers zum Reichskanzler ernannte Hindenburg General von Blomberg als Nachfolger Schleichers zum Reichswehrminister. Dies war verfassungswidrig, da ein Reichspräsident nur auf Vorschlag des Reichskanzlers einen Minister ernennen konnte. Blomberg erhielt somit als Reichswehrminister die politische Befehlsgewalt über Hammerstein.

### „Drittes Reich“

#### Kaltstellung
Am Tag nach der Machtergreifung erklärte Hammerstein: „Wir haben einen Kopfsprung in den Faschismus gemacht“, „98 Prozent des deutschen Volkes sind eben besoffen“.
Zwar war Hitler am 30. Januar 1933 legal zur Macht gekommen, wie Hammerstein dies seit 1932 zur Bedingung einer Tolerierung durch die Reichswehr gemacht hatte. Mit der Reichstagsbrandverordnung und dem Ermächtigungsgesetz vom 24. März 1933 schaffte dann die NSDAP demokratische Grundrechte zu Gunsten des Führerprinzips ab; Hitler setzte neben legalen zunehmend auch illegale Mittel ein, um einen totalitären Staat einzurichten, in dem auch die Reichswehr sich dem Regime zu unterwerfen hatte.
Die Reichswehr war schon vor der Machtergreifung nicht mehr der monolithische Block wie einst unter Seeckt. Zwar stand die Führung den Nationalsozialisten weitgehend ablehnend gegenüber (und neigte vereinzelt sogar wie etwa Fritsch zu monarchistischen Zielen), sie hatte aber das Offizierskorps nicht mehr geschlossen hinter sich, da sich vor allem jüngere Offiziere zunächst für nationalsozialistische Ziele begeistern ließen, so etwa Claus von Stauffenberg und Henning von Tresckow, die später ihr Leben für den Widerstand einsetzten.
Hammerstein als Repräsentant der eher ablehnenden Spitze der Reichswehr wurde seit der Machtergreifung Schritt für Schritt von seinen bisherigen Funktionen abgeschnitten. Eine der Voraussetzungen hierfür hatte Hitler schon vor seiner Ernennung zum Kanzler durch den Austausch des Reichswehrministers Schleicher durch Blomberg geschaffen. Das Verhältnis der beiden Generäle war schon durch die Vorgeschichte von 1929 belastet. Blomberg erwies sich zudem im Gegensatz zu Hammerstein als offen gegenüber dem Bestreben Hitlers, die Reichswehr entgegen ihrer bisherigen Tradition unter strikte politische Kontrolle zu bringen, und ließ die Truppe systematisch mit NS-Propaganda indoktrinieren.
Hammerstein lud Hitler für den 3. Februar 1933 zu einem Abendessen in seiner Privatwohnung ein, das wahrscheinlich anlässlich des 60. Geburtstages von Reichsaußenminister Konstantin von Neurath stattfand und zu dem auch die höheren Generäle eingeladen waren, die sich wegen einer Befehlshaberbesprechung am selben Tag in Berlin aufhielten. Während der Befehlshaberbesprechung am Vormittag im Reichswehrministerium im Bendlerblock hatte der mit dem Kabinett Hitler neu ernannte Reichswehrminister Werner von Blomberg sich selbst und seine Anschauungen vorgestellt. Dabei hatte er die Kontinuität zur Politik seines Amtsvorgängers (und kurzzeitigen Reichskanzlers) Kurt von Schleicher betont, die er fortzuführen gedenke. Er gab an, die Reichswehr als überparteiliches Machtmittel zu erhalten. Gleichzeitig sollte sie auf die „Wehrhaftmachung“ des Volkes drängen, und schließlich zu einem machtvollen Instrument der Sicherheitspolitik gemacht werden.
Beim Abendessen in der Wohnung Hammersteins versuchte Hitler dann, die Generalität für sich zu gewinnen. Die über diese Veranstaltung bekannt gewordenen stenografischen Protokolle und Berichte weichen deutlich voneinander ab, selbst die Angaben über die Gäste widersprechen einander. Unstrittig ist, dass Hammerstein seinen Gast recht kühl als „den Herrn Reichskanzler Hitler“ vorstellte und Hitler dann in einer zweieinhalbstündigen Rede seine außen-, militär-, innen- und wirtschaftspolitischen Pläne darstellte. Es sei der „Aufbau der Wehrmacht wichtigste Voraussetzung“ für die „Wiedergewinnung der politischen Macht“, also der Wiederherstellung der Souveränität durch Wegfall des Versailler Vertrags. Danach gelte es, „neuen Lebensraum im Osten“ zu erobern und diesen „rücksichtslos zu germanisieren“ und dies „äußerstenfalls auch durch offensiv geführte Kriege durchzusetzen“. Umstritten ist, welche Resonanz Hitlers Rede damals bei den Zuhörern fand. Zeitgenössische Schilderungen sprechen eher von Zustimmung, solche nach 1945 von Zurückhaltung. Nach den Erinnerungen Curt Liebmanns nahmen die Generäle den neuen Reichskanzler nicht allzu ernst: In Anlehnung an eine Zeile von Friedrich Schiller habe einer der Anwesenden Hitlers Ansprache nach dessen Abreise nach München mit „Stets war die Rede kecker als die Tat“ kommentiert. Hitler selbst äußerte später, er habe damals das Gefühl gehabt, gegen eine Wand zu reden.
Ende April 1933 ernannte Hitler Blomberg zusätzlich zum Oberbefehlshaber der Reichswehr. Damit wurde Blomberg auch militärischer Vorgesetzter Hammersteins, hatte also neben der politischen „Befehls-“ nun auch militärische „Kommandogewalt“ über ihn. Hammerstein zeigte gleichwohl „Eigensinn“ und äußerte sich weiterhin auch in der Öffentlichkeit kritisch zu den neuen Machthabern. So berichtet sein Schwager General Smilo von Lüttwitz, Hammerstein habe „seine Ablehnung der NS-Bewegung […] schon immer sehr klar zum Ausdruck gebracht“; nach den Herbstmanövern von 1933 habe er im Beisein auch vor ihm nicht nahestehenden Persönlichkeiten und ausländischen Offizieren wiederholt „von der Verbrecherbande und den Schweinigels“ gesprochen. Der letztgenannte Begriff spielte auf die Berichte über homosexuelle Praktiken in der SA an.
Hammersteins Einfluss auf die Reichswehr nahm schon wegen seiner neuen Vorgesetzten nun stetig ab. Einige Autoren werfen ihm vor, das habe zumindest auch an Bequemlichkeit und mangelndem Interesse an organisatorischer Tätigkeit gelegen, so Schwerin von Krosigk: „Hammerstein ließ die Zügel allzusehr schleifen und schwächte dadurch die Stellung des Chefs der Heeresleitung gegenüber dem neuen Reichswehrminister Blomberg.“ General Hermann Foertsch kritisierte: Hammerstein habe seinen Abschied eingereicht zum einen wegen „politische(r) Gründe, Gegner der Nationalsozialisten aus einer richtigen Erkenntnis der Maßlosigkeit der Bewegung. Dann kam dazu, daß Hammerstein ein Mann war, der jede normale Arbeit scheute. Er war genial, klug, lässig auch in äußerer Erscheinung, sehr kritisch, leicht pessimistisch (stinkfaul), so daß die sich anbahnenden Aufgaben hinsichtlich des Heeres eine andere Persönlichkeit erforderten.“
Im Oktober 1933 reichte Hammerstein sein Abschiedsgesuch bei Hindenburg ein. Blomberg verhängte nach dem Ausscheiden Hammersteins zum 31. Januar 1934 einen gesellschaftlichen Boykott über ihn: Den Abteilungschefs des Reichswehrministeriums wurde klargemacht, dass sie mit beruflichen Nachteilen zu rechnen hatten, falls bekannt würde, dass sie ihn besuchten.

#### Röhm-Putsch
Ab dem 30. Juni 1934 setzte Hitler unter dem Vorwand eines drohenden Putsches durch SA-Chef Röhm mit einer groß angelegten Verhaftungs- und Mordaktion die Einschüchterung und Beseitigung vermuteter und bekannter Gegner fort. Die Aktion stieß innerhalb der Reichswehr insoweit auf Zustimmung, als damit die zahlenmäßig inzwischen deutlich größere SA als Konkurrent ausgeschaltet, die Reichswehr also wieder zum alleinigen „Waffenträger der Nation“ wurde, und sie war insoweit nicht nur mit General Reichenau und anderen Teilen der Reichswehr abgesprochen, sondern teilweise erfolgten Festnahmen und Morde auch durch die Reichswehr, in Abstimmung mit ihr oder zumindest mit ihrer Ausrüstung.
Einige prominente Gegner wie Hammerstein und Papen waren von dieser Gewaltaktion nicht betroffen, was von einigen Autoren darauf zurückgeführt wird, dass Hindenburg dies verlangt habe. Nach einem Bericht kommunistischer Agenten dagegen sei Hammerstein „in diesen Tagen Mittelpunkt der Berliner Offizierskreise gewesen; Kameraden aus dem Ministerium hätten ihn beschützt, da man jeden Augenblick seine Verhaftung befürchtet habe“.
Allerdings gehörten zu den Ermordeten die Generäle Schleicher und Bredow. Das führte in der Reichswehr zu einigen – insgesamt folgenlosen – Versuchen einer Aufklärung und rechtlichen Ahndung, auch wenn die Taten durch ein von Hitler am 3. Juli 1934 verfassungswidrig erlassenes „Staatsnotwehrgesetz“ rückwirkend straffrei gestellt worden waren und Reichswehrminister Blomberg Hitler zum erfolgreichen Abschluss der Aktion beglückwünscht hatte.
General von Witzleben aber verlangte zusammen mit den Generälen von Leeb und von Rundstedt bei General Fritsch, nunmehr Chef der Heeresleitung, eine kriegsgerichtliche Untersuchung der Ermordung Schleichers und Bredows. Zu denen, die Protest gegen die Ermordung ihrer Kameraden einlegten, gehörte auch Major Hans Oster.
Hammerstein und Generalfeldmarschall August von Mackensen versuchten wegen der Massaker zunächst Hindenburg persönlich zu erreichen. Als ihnen dies nicht gelang, sandten sie ihm eine Denkschrift, die ihm nach einem Bericht am 18. Juli 1934 in einem blauen Aktendeckel übergeben worden sein soll und daher auch „Blaubuch“ genannt wurde, ihn nach anderen Quellen aber bis zu seinem Tod am 2. August 1934 nicht mehr erreichte.
Jedenfalls wurde der wenige Seiten umfassende Text nach dem Tode Hindenburgs vervielfältigt und an alle höheren Offiziere verteilt. Die Abschnitte tragen die Überschriften „Beklagenswerte Spaltung“, „England kein Verbündeter Deutschlands“, „Polen – ein zweites Oesterreich-Ungarn“, „Frankreich und die Sowjetunion“ und vor allem: „Ein Direktorium zur Kriegsvorbereitung“. Die Autoren empfahlen darin, die Regierung Hitler durch ein von Hindenburg geführtes Direktorium zu ersetzen, in dem Hammerstein als Reichswehrminister vorgesehen war. Schon angesichts der weithin bekannten Hinfälligkeit des hochbetagten Hindenburg war dieser Vorschlag allerdings wenig zukunftsträchtig. Einige Monate später tauchte die Denkschrift in der Öffentlichkeit auf, dieses Mal allerdings illegal herausgegeben von der Exil-KPD unter dem Tarntitel „Englische Grammatik“ mit der fiktiven Verlagsangabe Leipzig. Diese Ausgabe entsprach weitgehend einem „Braunbuch“, das zuvor in Paris durch Willi Münzenberg veröffentlicht worden war. 1935 wurde das Blaubuch dann als Teil eines „Weißbuches“ in Moskau erneut veröffentlicht.
Parallel zu dieser schriftlichen Eingabe an Hindenburg bedrängten Hammerstein und Mackensen die Generäle Blomberg sowie Fritsch, sich für die postume Rehabilitierung ihrer zu Unrecht beschuldigten Kameraden einzusetzen.
Am 13. Juli 1934 versuchte Hitler in einer Reichstagsrede, die Gewaltaktionen zu rechtfertigen. Die Rede wurde im Rundfunk übertragen, um auch aus der breiten Bevölkerung kommenden Fragen zu entgegnen. Hitler beschuldigte namentlich Schleicher und Bredow der subversiven Zusammenarbeit mit Röhm und der Verschwörung mit dem Ausland zum Zwecke eines „national-bolschewistischen Umsturzes“. Daraufhin wurden Wehrkreiskommandeure und Befehlshaber bei Blomberg vorstellig und beschwerten sich, dass Blomberg nichts gegen diese Diffamierung unternehme. Blomberg verteidigte die Behauptung Hitlers und versprach eine Dokumentation. Offenbar war aber die Empörung innerhalb der Reichswehr so deutlich, dass Hitler schließlich nachgab: In einer geschlossenen Versammlung der Spitzen von Regierung, Partei und Reichswehr zu einem anderen Thema gab er am Ende seiner Rede bekannt, „Untersuchungen“ hätten ergeben, dass die Generäle von Schleicher und von Bredow „irrtümlich“ erschossen worden seien. Um dem Andenken der beiden unschuldig Erschossenen Genugtuung zu geben, sollten sie auf die Ehrentafeln ihrer Regimenter gesetzt werden. Allerdings durfte diese Erklärung nicht veröffentlicht werden und kein Offizier an den Beisetzungen teilnehmen – woran Hammerstein sich nicht hielt: Als einziger General ging er zu Schleichers Beerdigung.
Unmittelbar nach dem Tod Hindenburgs am 2. August 1934 ließ Reichenau den Fahneneid der Wehrmacht zu einem Führereid abändern, den Rekruten ab sofort auf „Adolf Hitler, Oberbefehlshaber der Wehrmacht“ zu leisten hatten.
Hammerstein, der der Reserve der Streitkräfte angehörte, stellte zunächst für das Regime keine akute Gefahr mehr dar, zumal er nach Möglichkeit weiter isoliert wurde und sich in der Öffentlichkeit politisch zurückhielt. Er blieb aber schon wegen der Aktivitäten seiner Kinder und wegen seiner privaten Kontakte mit nicht linientreuen Personen im Blick der staatlichen Überwachung. So war die Gestapo auf der Suche nach der undichten Stelle, durch welche die Rede Hitlers vom 3. Februar 1933 vor der Spitze der Reichswehr innerhalb weniger Tage nach Moskau gelangen konnte, über Werner Scholem auf dessen Bekannte gestoßen, Hammersteins Tochter Marie Luise, die daraufhin im August 1935 verhört wurde. Die Sache hatte damit aber ihr Bewenden.
Die Vorladung seiner Tochter durch die Gestapo mag für Hammerstein eine Warnung gewesen sein, dass seine persönliche Sicherheit und die Unverletzlichkeit seiner Wohnung inzwischen weniger sicher waren als noch vor dem Tode Hindenburgs. Jedenfalls ließ er 1935 seine Aufzeichnungen nach Großbritannien in einen Tresor bringen. Nach dem Krieg nahm sein Sohn Kunrat sie in Besitz und wertete sie aus.

#### 1938: September-Verschwörung
Als durch Hitlers außenpolitische Forderungen im September 1938 im Rahmen der Sudetenkrise ein Krieg drohte, wurde Hammerstein in Pläne aus dem Oberkommando der Wehrmacht im Bendlerblock einbezogen, die federführend von General Oster mit Unterstützung durch General Adam, Witzleben, Halder und (im Ruhestand) Beck entwickelt wurden. Ein etwaiger Krieg sollte durch einen Putsch gegen Hitler beendet und Hammerstein hierfür als Oberbefehlshaber des Armeekommandos 4 reaktiviert werden. Dieser „September-Verschwörung“ wurde jedoch durch das Münchner Abkommen die Grundlage entzogen. Hammerstein sagte aber nach Erinnerungen Brünings im Frühjahr 1939 seine weitere Unterstützung zu: „Gebt mir nur eine Truppe, dann wird’s an mir nicht fehlen.“ Als im Mai 1939 Groener verstarb, erschien Hammerstein, wie 1934 bei Schleichers Beerdigung, trotz entsprechenden Verbots in voller Uniform zur Beisetzung seines früheren Vorgesetzten.

#### 1939: Westwall-Verschwörung
Nach seiner Reaktivierung war Hammerstein seit dem 9. September 1939 Oberbefehlshaber der Armeeabteilung A an der Westgrenze. Einige zeitgenössische Berichte schildern, von dort aus habe er Hitler mehrfach empfohlen, seiner im Westen stehenden Armee einen Besuch abzustatten – vorgeblich, um ihm die Stärke der Westfront zu demonstrieren, in Wahrheit, um ihn festzunehmen. Vertrauten Oppositionellen wie Beck kündigte Hammerstein sogar an, wenn Hitler seine Einheit besuche, werde es zu einem „tödlichen Zwischenfall“ kommen, er werde Hitler „ein für alle Mal unschädlich machen“. Hitler allerdings folgte den Einladungen Hammersteins nicht, er suchte den Westwall während des Überfalls auf Polen nie auf. Im September 1939 wurde Hammerstein nach Schlesien und am 24. September 1939 dauerhaft in den Ruhestand versetzt.

#### 1939: Verschwörung von Zossen
Um diese Zeit allerdings kam es zur „Verschwörung von Zossen“, an der Hammerstein ebenfalls beteiligt war: Am 27. September 1939 hatte Hitler der Spitze der Wehrmacht seinen Entschluss bekanntgegeben, unverzüglich nach Ende des Überfalls auf Polen die Westmächte anzugreifen. Daraufhin waren der Oberbefehlshaber des Heeres von Brauchitsch, sein Stabschef Halder, Admiral Wilhelm Canaris, die Generäle Thomas, von Leeb, von Reichenau, Oberst Groscurth und andere Offiziere sowie Reservisten wie Hammerstein und Beck und Zivilisten wie von Dohnanyi, Gisevius, von Hassell und Goerdeler zunächst entschlossen, den deutschen Angriff auf Frankreich zu verhindern, weil ihnen eine militärische Niederlage Deutschlands als sicher erschien. Die Pläne umfassten, das Ausland zu warnen und durch Reaktion der ausländischen Kräfte den deutschen Angriff zu verhindern, aber auch, Hitler festzunehmen. Der Angriff auf Frankreich wurde allerdings mehrfach verschoben, was den deutschen Kräften Zeit für eine bessere Vorbereitung gab. Der Pessimismus der höheren Generäle wich allmählich wachsender Zuversicht; im Februar 1940 wurden die Pläne aufgegeben.

### Der rote General und seine Kontakte zum deutschen Widerstand
Während der Weimarer Republik hatte die Reichswehr umfangreiche, wenngleich gegenüber den Vertragsstaaten der Versailler Verträge nach Möglichkeit getarnte Kontakte u. a. mit der Geheimen Fliegerschule und Erprobungsstätte der Reichswehr sowie der Panzerschule Kama zur Sowjetarmee. Hammerstein kannte aus dieser Zeit zahlreiche hohe Offiziere der Sowjetarmee wie Tuchatschewski und Woroschilow und pflegte zu manchen von ihnen auch persönliche Kontakte. Dass Hammerstein bereits in der Weimarer Republik gelegentlich als „der rote General“ bezeichnet wurde, soll auf diesen Kontakten zur Sowjetarmee beruhen. Andere Autoren machen hierfür auch geltend, dass Hammerstein aus damaliger Sicht „gemäßigte soziale“ Ansichten und persönliche Beziehungen zu einigen Gewerkschaftsvertretern hatte.
Dass Hammerstein Töchter hatte, deren linke Ideen und Kontakte er offenkundig nicht unterband, blieb damals nicht unbekannt. Zu seinem Glück unentdeckt blieb dagegen eine private Bekanntschaft: In der Zeit von 1930 bis 1937 gehörte die Österreicherin Ruth von Mayenburg zu seinen engen Freunden. Selbst als sie sich in Deutschland nur noch mit falschen Papieren aufhalten konnte, war sie wiederholt Gast in seinem Haus, so zu seinem Geburtstag 1936. Mit ihr, die unter dem Decknamen Lena und Ruth Wieden als Kurierin und Agentin der Komintern und der Spionage der Sowjetarmee arbeitete, führte Hammerstein zahlreiche Gespräche, und über sie tauschte er konspirativ Nachrichten etwa mit dem damaligen Verteidigungsminister Woroschilow aus.
Außerdem hatte Hammerstein nach seinem Abschied immer wieder Mitglieder des zivilen und militärischen Widerstands zu Besuch in seinem Haus, von denen viele dem rechtskonservativen bis monarchischen Spektrum zuzuordnen waren. Zu den bekanntesten Gesprächspartnern gehörten Beck, Canaris, Geßler, Goerdeler, von Halem, Martin Niemöller, Pechel und Witzleben. Die nationalsozialistischen Behörden erfuhren hiervon. So räumte Pechel nach seiner Verhaftung am 8. April 1942 während der Vernehmung im Reichssicherheitshauptamt ein, er habe Ende 1941 von Hammerstein den Auftrag erhalten, General von Witzleben aufzusuchen. Hammerstein versuchte offenbar, diesen Besuchen eine unverfängliche Begründung zu geben. So erfolgte der erste Besuch Goerdelers im Januar 1942 unter dem Vorwand, Hammerstein wolle sich von ihm in wirtschaftlicher Hinsicht beraten lassen. Das volle Ausmaß der Kontakte Hammersteins wurde den Behörden vermutlich erst nach dessen Tod klar: So gab Werner von Alvensleben nach einem Bericht des Chefs der Sicherheitspolizei und des SD Ernst Kaltenbrunner vom 29. Juli 1944 an Reichsleiter Martin Bormann bei seiner Vernehmung preis, er wisse von einem Herrenabend, der im Februar 1942 bei Hammerstein stattgefunden habe, an dem Beck, Goerdeler, Geßler und Pechel teilgenommen hätten.

## Menschenbild und Führungsstil
Von den meisten Zeitgenossen wurde Hammerstein als kluger und begabter Generalstäbler beschrieben, der aber im beruflichen Umgang skeptisch, spöttisch, kühl und überlegen wirkte. Er machte keinen Hehl daraus, dass ihn das Militärisch-Handwerkliche wenig interessierte, weil er dessen Beherrschung als gegeben voraussetzte. Dementsprechend schrieb der nachmalige Generalfeldmarschall Erich von Manstein ihm den Spruch zu: „Gefechtsregeln sind für die Dummen“.
Zur Unterscheidung und Eignung von Offizieren meinte Hammerstein:

„Ich unterscheide vier Arten. Es gibt kluge, fleißige, dumme und faule Offiziere. Meist treffen zwei Eigenschaften zusammen. Die einen sind klug und fleißig, die müssen in den Generalstab. Die nächsten sind dumm und faul; sie machen in jeder Armee 90 % aus und sind für Routineaufgaben geeignet. Wer klug ist und gleichzeitig faul, qualifiziert sich für die höchsten Führungsaufgaben, denn er bringt die geistige Klarheit und die Nervenstärke für schwere Entscheidungen mit. Hüten muss man sich vor dem, der gleichzeitig dumm und fleißig ist; dem darf man keine Verantwortung übertragen, denn er wird immer nur Unheil anrichten.“

Den von ihm empfohlenen Führungsstil schilderte er so:

„Machen Sie sich frei von Kleinarbeit. Dazu halten Sie sich einige wenige kluge Leute. Lassen Sie sich aber viel Zeit, sich Gedanken zu machen und sich vor sich selbst ganz klar zu werden. Sorgen Sie dafür, dass Ihre Gedanken ausgeführt werden. Nur so können Sie richtig führen.“

## Ehe und Nachkommen
Kurt (Curt) Gebhard Adolf Philipp Freiherr von Hammerstein („Hako“, „Papus“), evangelisch, heiratete 1907 in Karlsruhe die Maria (Luise) Freiin von Lüttwitz („Ama“, „Mietze“), * 11. März 1886 in Schweidnitz; † 9. März 1970 in Mutlangen, katholisch, Tochter des Generals Walther von Lüttwitz und Schwester des späteren Generals Smilo von Lüttwitz. Aus dieser gemischtkonfessionellen Ehe gingen sieben Kinder hervor:
- Marie Luise (1908–1999) ⚭ I. Mogens von Harbou; II. Ernst-Friedemann Freiherr von Münchhausen
- Maria Therese (1909–2000) ⚭ Joachim Paasche
- Helga (1913–2005) ⚭ Walter Rossow
- Kunrat (1918–2007) ⚭ Ingrid Freiin von Lüttwitz
- Ludwig (1919–1996) ⚭ Dorothée Claessen
- Franz (1921–2011) ⚭ Verena Rordorf
- Hildur (1923–2012) ⚭ Ralph Zorn

## Erkrankung, Tod, Sippenhaftung

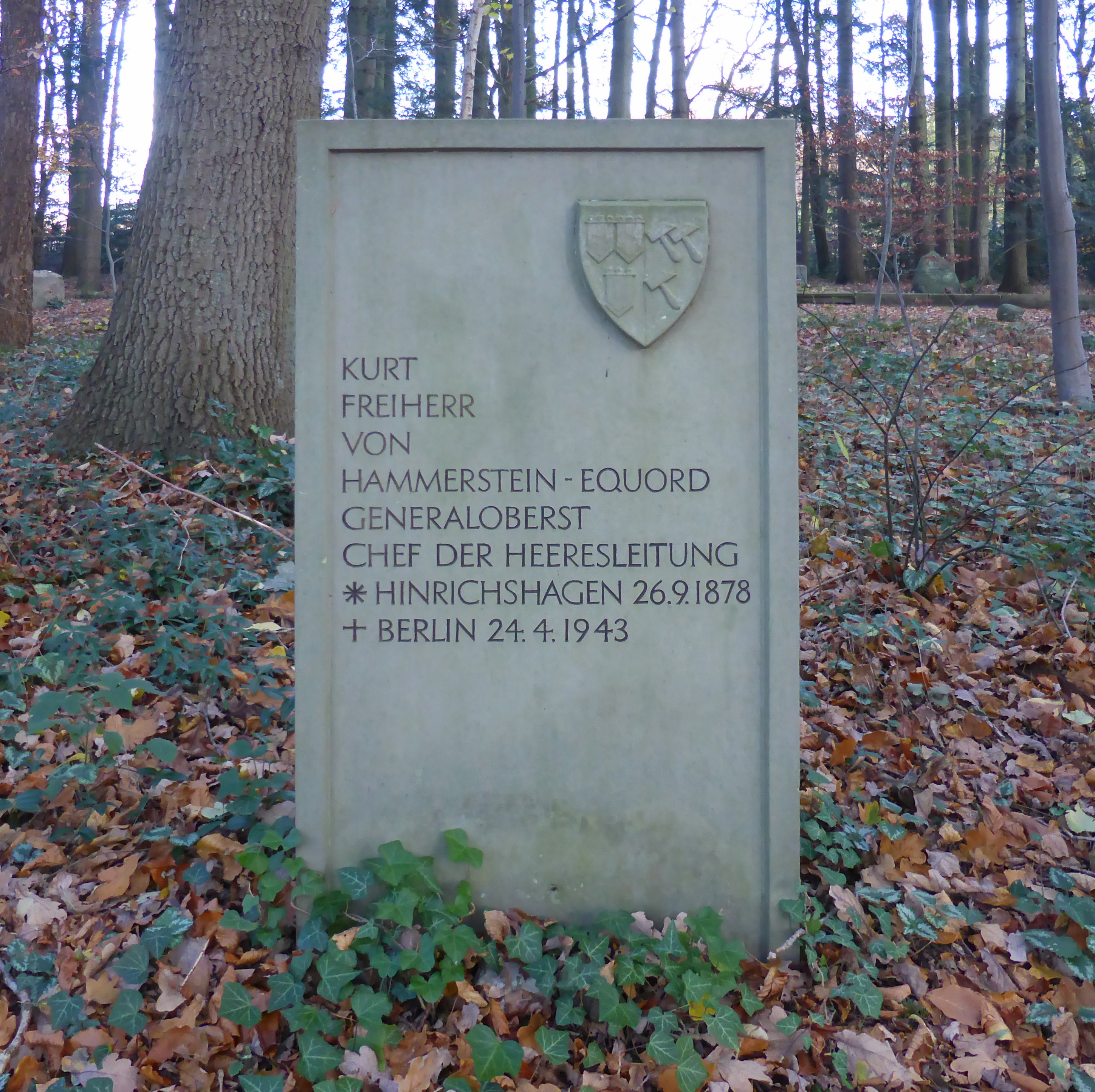
Grabstein

Hammerstein hatte unterhalb des linken Ohrs einen seit Jahren an Größe zunehmenden Tumor, dem er keine Aufmerksamkeit schenkte, bis Ferdinand Sauerbruch ihn schließlich für inoperabel erklärte. Die letzten Wochen seines Lebens litt er unter erheblichen Schmerzen.
Am 24. April 1943 starb Hammerstein in seinem Haus in Berlin-Dahlem. Die Beisetzung fand auf dem Familienfriedhof im niedersächsischen Steinhorst statt. Eine Beisetzung auf dem Berliner Invalidenfriedhof lehnte die Familie ab, da dann der Sarg mit der Reichskriegsflagge und dem Hakenkreuz hätte bedeckt werden müssen. Hitler ließ einen Kranz mit Schleife zusenden, diese wurde jedoch von den Angehörigen in der U-Bahn „vergessen“.
Drei Wochen nach dem Attentat vom 20. Juli 1944 durchsuchte die Gestapo das Berliner Haus der Hammersteins und verhörte Maria von Hammerstein im Prinz-Albrecht-Palais, außerdem begann die Fahndung nach Kunrat und Ludwig. Franz wurde im Ruhrgebiet verhaftet, vergeblich nach seinen Brüdern ausgefragt und nach Berlin ins Gefängnis Moabit verlegt. Helga wurde ebenfalls ergebnislos verhört, aber nach zwei Wochen Haft wieder entlassen; Marie Luise blieb auf dem Gut ihres Mannes unbehelligt, Maria Therese war in Japan außer Reichweite.
Mutter Hammerstein und Tochter Hildur wurden am 1. Dezember 1944 ebenfalls in der Hoffnung auf Auskunft über Kunrat und Ludwig verhaftet. Am 1. März 1945 wurden Mutter Maria, Franz und Hildur im Rahmen der Sippenhaftung zunächst von Berlin ins Konzentrationslager Buchenwald transportiert. General Smilo von Lüttwitz, Bruder von Maria, versuchte durch eine Eingabe bei Generalfeldmarschall Keitel vergeblich, eine Entlassung seiner Schwester und der Kinder aus der Sippenhaftung zu erreichen. Allmählich fand sich in Buchenwald eine Gruppe von über 100 Häftlingen ein. Am 3. April 1945 erfolgte der Transport ins KZ Dachau, dann am 17. April 1945 nach Innsbruck. Franz blieb dort zurück, Mutter Maria und Hildur wurden in einem Treck von 141 Häftlingen in die Dolomiten in Südtirol transportiert.
Am 30. April 1945 wurden sie dort durch den Offizier Wichard von Alvensleben aus der Gewalt der SS in Niederdorf während der Befreiung der SS-Geiseln in Südtirol vor der Ermordung gerettet – nachdem dieser durch Oberst Bogislaw von Bonin alarmiert worden war, der sich ebenfalls in dieser Gruppe befand. Am 4. Mai 1945 wurde diese Gruppe von US-Truppen aus deutscher Hand übernommen und bis Ende Juni 1945 auf Capri untergebracht.

## Sonstiges
Hammerstein-Equord war Ehrenritter der Brandenburgischen Provinzial-Genossenschaft des Johanniterordens.
Am 7. Mai 2017 ordnete der Generalinspekteur der Bundeswehr Volker Wieker die Untersuchung aller Bundeswehrkasernen nach sogenannten Wehrmachts-Devotionalien an. Damit sollten die vorhandenen Bilder und Ausstellungsstücke auf ihre Übereinstimmung mit den gültigen Erlassen, insbesondere dem sogenannten Traditionserlass der Bundeswehr, überprüft, mögliche Verstöße festgestellt und Mängel beseitigt werden. In einem Offizierskasino wurde in der Folge ein Bild von Kurt von Hammerstein-Equord entfernt. Unklar blieb zu diesem Zeitpunkt allerdings, ob überhaupt ein Verstoß gegen die Erlasslage vorlag.

## Weitere Literatur
- Rainer Wohlfeil: Reichswehr und Politik 1918–1933. Deutsche Militärgeschichte VI, München 1983.
- Walter Görlitz: Geschichte des deutschen Generalstabs von 1650–1945. Bechtermünz, Augsburg 1997, ISBN 3-86047-918-0.
- Ralf Hoffrogge: Werner Scholem – Eine politische Biographie (1895–1940). UVK Verlag, Konstanz 2014, ISBN 978-3-86764-505-8.